# Chiến dịch Lời hứa Đích thực
Ngày 13 tháng 4 năm 2024, Quân đoàn Vệ binh Cách mạng Hồi giáo (IRGC) của Iran, phối hợp với Lực lượng Huy động Nhân dân của Iraq, nhóm Hezbollah của Lebanon và Houthis của Yemen, đã phát động các cuộc tấn công vào Israel. Chiến dịch này được đặt tên là Chiến dịch Lời hứa đích thực (tiếng Ba Tư: وعده صادق, đã Latinh hoá: va'de-ye sādeq), được Iran tiến hành để đáp trả vụ Israel oanh kích đại sứ quán Iran ở Damascus ngày 1 tháng 4 năm 2024 giết chết 16 người. Đây là lần tấn công trực tiếp đầu tiên của Iran vào lãnh thổ Israel.
Lực lượng Vũ trang Israel cho rằng Iran đã phóng khoảng 170 UAV và hơn 120 tên lửa đạn đạo, và khoảng 99% trong số này đã bị đánh chặn, phần lớn trước khi bay vào không phận Israel. Chỉ một vài quả tên lửa không bị bắn hạ; một trong số đó đã gây hư hại nhỏ cho căn cứ không quân Nevatim ở miền Nam Israel, và căn cứ này vẫn đang hoạt động. Israel đã sử dụng các hệ thống Arrow 3 và David's Sling để đánh chặn các tên lửa và UAV của Iran; Hoa Kỳ, Vương quốc Anh, và Jordan cũng tham gia đánh chặn các UAV của Iran. Pháp đã triển khai lực lượng hải quân Pháp.